# Amt Unterspreewald
Amt Unterspreewald (baix sòrab Amtske Dolna Błota) és un amt ("municipalitat col·lectiva") del districte de Dahme-Spreewald, a Brandenburg, Alemanya. Té una extensió de 212,86 km² i una població de 8.945 habitants (2019). Limita amb l'Amt Golßener Land a l'oest, al nord amb l'Amt Schenkenländchen, a l'est amb la ciutat de Märkische Heide i al sud amb Lübben (Spreewald). La seu és a Schönwald (Brandenburg). El burgmestre és Jens-Hermann Kleine (CDU).

## Subdivisions
L'Amt Unterspreewald és format pels municipis:
1. Bersteland
2. Krausnick-Groß Wasserburg (Kšušwica-Wodowy Hród)
3. Rietzneuendorf-Staakow (Nowa Wjespřirěce-Stoki )
4. Schlepzig (Slopišca)
5. Schönwald (Běły Gózd)
6. Unterspreewald (Delnje Błóta)